# 산투안드레

산투안드레의 위치

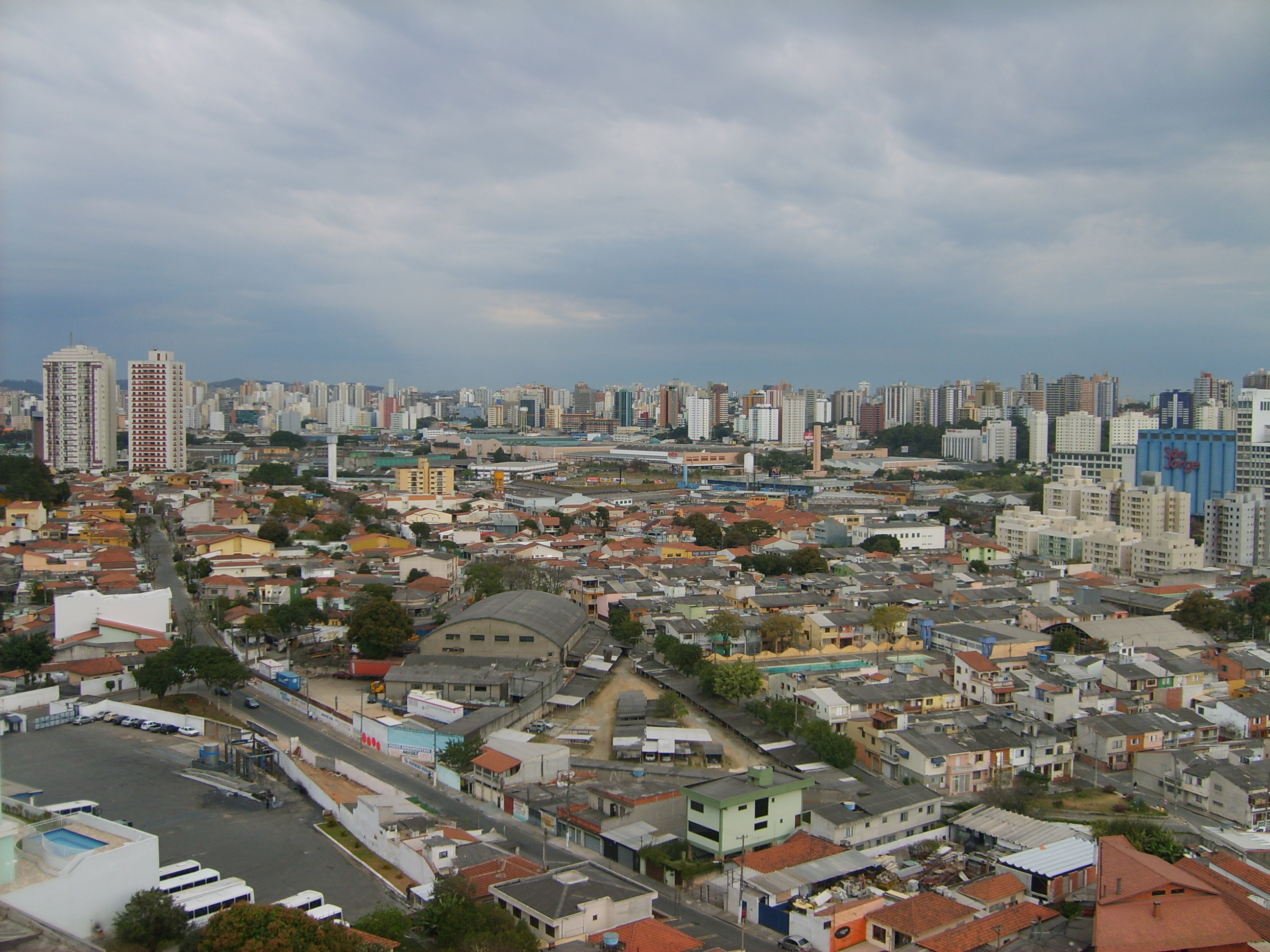
산투안드레

산투안드레(포르투갈어: Santo André)는 브라질 남부 상파울루주에 있는 도시이다. 인구 667,891(2007).
상파울루 남쪽에 인접한 위성도시이다. 1553년 세워졌으나, 20세기 이후에 급격히 발전하였다. 각종 공업이 발달한 공업도시이며, 상베르나르두두캄푸, 상카에타누두술과 함께 상파울루 남부 대도시권을 형성한다.

## 자매도시
- 포르투갈 브라가